# Hiroshi Sugimoto
Pour les articles homonymes, voir Sugimoto.
Hiroshi Sugimoto (杉本博司, Sugimoto Hiroshi), né le 23 février 1948 à Tokyo, est un architecte et photographe japonais. Il partage actuellement son temps entre Tokyo et New York.

## Œuvre

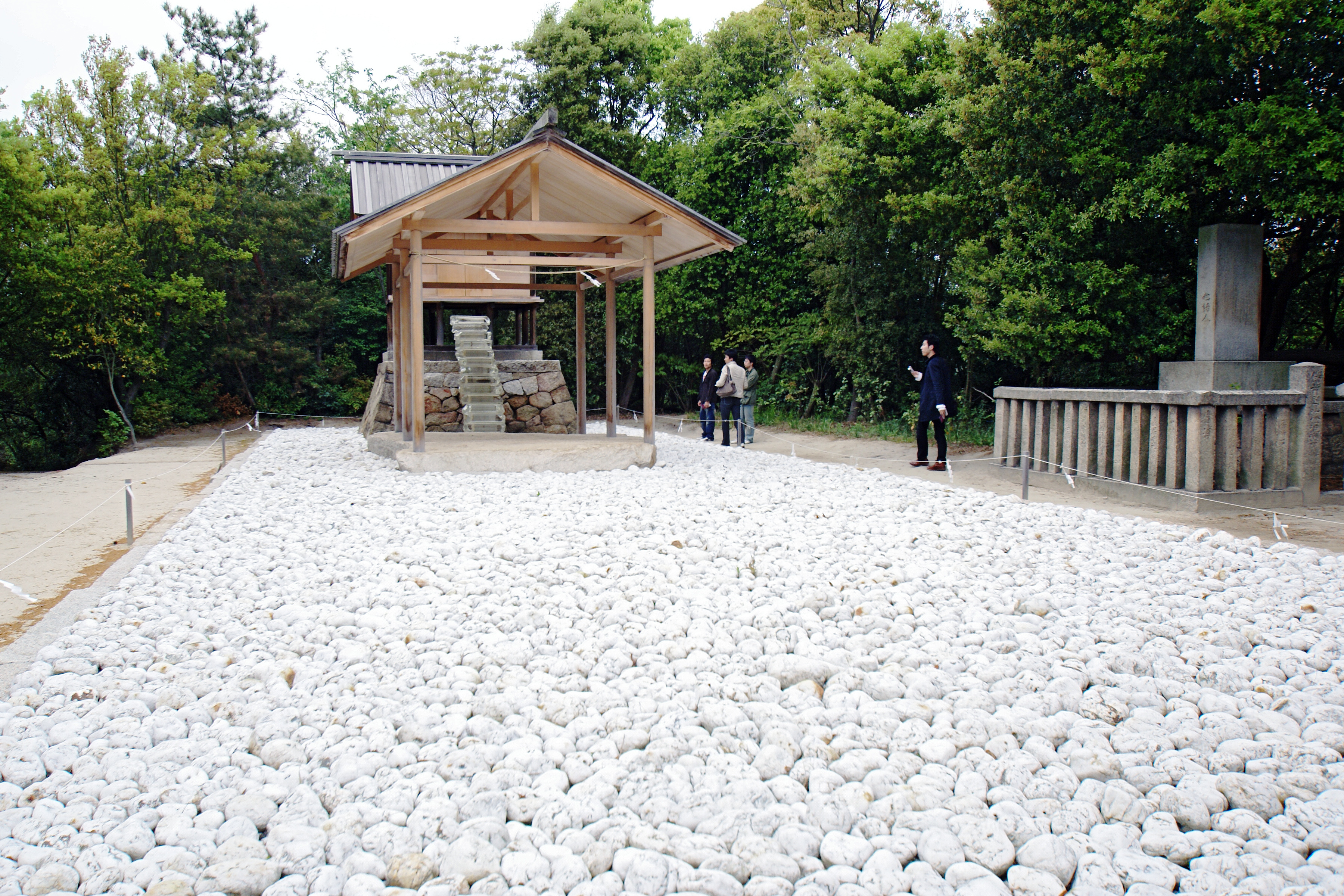
Appropriate Proportion, un de ses projets architecturaux. Rénovation du mausolée de Gooh, Naoshima, préfecture de Kagawa.

Son œuvre, conceptuelle, philosophique et exclusivement en noir et blanc, se compose de séries en apparence très différentes mais partageant les problématiques cumulées de l’espace ou du lieu des prises de vues, du temps, de l’Histoire et de l’histoire de l’art, et de la limite de la représentation (poses longues, représentations de formules mathématiques, dioramas recréant des scènes historiques hypothétiques).
Sugimoto est réputé pour son excellente technique photographique, qu’imposent et confirment l'utilisation de chambres de grand et très grand format, 4 x 5 et 8 × 10 pouces, ses prises de vues en poses longues et la qualité de ses tirages.
Pour sa onzième édition d’art contemporain à Versailles en 2018, le château a invité Sugimoto à exposer dans les jardins du domaine de Trianon.

## Éléments biographiques
Sugimoto a commencé son travail par sa série Dioramas, en 1976, série dans laquelle il photographie des dioramas dans des muséums d'histoire naturelle. Il joue dans cette série de l’idée reçue selon laquelle la photographie représente la réalité et piège le spectateur qui suppose que ces scènes réalistes (animaux, paysages naturels, scènes de la préhistoire) représentent la réalité jusqu'à l’examen attentif des images qui révèlent les défauts et artifices de ces reconstitutions factices. Ce travail interroge aussi ces mises en scènes imitant le réel ou l’hypothèse d’un réel révolu ou idéalisé.
Sugimoto poursuit cette série en 1982, 1994 et 2012.
La série Portraits, commencée en 1999, est basée sur une réflexion semblable. Sugimoto photographie des figures en cire de Henry VIII et de ses épouses dans les musées de Madame Tussauds. Ces figures sont basées sur des peintures du XVIe siècle et lors de la réalisation des prises de vues de cette série, Sugimoto essaye de recréer l'éclairage utilisé par le peintre à l’origine des peintures.
Commencé en 1978, la série Theatres représente d’anciennes salles géantes de cinémas américains dont subsistent les décors et la scène de l’époque du cinéma muet. Le prise de vue de chaque image dure pendant la projection complète du film, le film (donc le projecteur du cinéma) fournissant l'unique source de lumière. L'écran lumineux, intensément blanc et la pénombre enveloppant les sièges du cinéma donnent un aspect irréel a ces compositions, dramatisant les images et soulignant le temps qui passe au travers de la photographie, technique de l'instantané.
Ces images documentent également ces cinémas et leurs les détails décors architecturaux en voie de disparition. C’est aussi une mise en relation et en abime de la photographie, du cinéma, du film, de l’écran, de la mise en scène et de l’appareil lui-même, dont l’intérieur s’apparente en réduction à la salle de cinéma. Sugimoto complète également cette série de prises de vues de drive-in.
À partir de 1980, Sugimoto réalise sa série Seascapes, prises de vues en poses longues d’horizons de toutes les mers et tous les océans du monde. Le temps de pose long, les différentes conditions atmosphériques de prises de vues et la qualité des tirages rendent les images très minimalistes et énigmatiques. L’usage du noir et blanc ajoute au trouble de la perception, le ciel étant parfois plus sombre que la mer, et l’horizon plus ou moins flou empêche quelquefois de distinguer où s’arrête la mer et où commence le ciel.
L'artiste collabore avec Hermès en 2012,.
En juillet 2020, au début de la pandémie mondiale de COVID-19, il propose au gouvernement japonais l'abandon du nom de l'ère Reiwa, ayant commencé un an plus tôt.

## Œuvres dans des collections publiques
- Kunsthalle de Bielefeld :
  - 1976 : Polar Bear
  - 1994 : Earliest Human Relatives
  - 1997 : Seagram Building. Mies van der Rohe
  - 1998 : Villa Savoye. Le Corbusier

## Récompenses
- 2001 : Prix international de la Fondation Hasselblad
- 2009 : Praemium Imperiale

## Cinéma
- 2011 : Mon pire cauchemar d'Anne Fontaine : lui-même

### Interview
- (en) Revue KultureFlash, mai 2005

#### Galeries présentant Hiroshi Sugimoto
- (en) Gagosian Gallery
- (en) Gallery Koyanagi
- (en) Fraenkel Gallery